# 战旗镇
战旗镇，是中华人民共和国四川省绵阳市江油市下辖的一个乡镇级行政单位。

## 行政区划
战旗镇下辖以下地区：
和平社区、中和村、梨园村、石庙村、白沙村、海棠村、三清村、白坪村、白云村、瓦子垭村、回龙村和青华村。